# Фаунтін-Гілл
Фаунтін-Гілл (англ. Fountain Hill) — місто (англ. town) в США, в окрузі Ешлі штату Арканзас. Населення — 108 осіб (2020).

## Географія
Фаунтін-Гілл розташований на висоті 58 метрів над рівнем моря за координатами 33°21′28″ пн. ш. 91°51′4″ зх. д. / 33.35778° пн. ш. 91.85111° зх. д. (33.357652, -91.851096).  За даними Бюро перепису населення США в 2010 році місто мало площу 1,52 км², уся площа — суходіл.

## Демографія
Згідно з переписом 2010 року, у місті мешкало 175 осіб у 69 домогосподарствах у складі 48 родин. Густота населення становила 115 осіб/км².  Було 85 помешкань (56/км²). 
Расовий склад населення:
| - 62,9 % — білих - 32,0 % — чорних або афроамериканців - 0,6 % — корінних американців - 3,4 % — осіб інших рас |

До двох чи більше рас належало 1,1 %. Іспаномовні складали 4,0 % від усіх жителів.
За віковим діапазоном населення розподілялося таким чином: 29,1 % — особи молодші 18 років, 56,0 % — особи у віці 18—64 років, 14,9 % — особи у віці 65 років та старші. Медіана віку мешканця становила 38,3 року. На 100 осіб жіночої статі у місті припадало 90,2 чоловіків;  на 100 жінок у віці від 18 років та старших — 85,1 чоловіків також старших 18 років.
Середній дохід на одне домашнє господарство  становив 43 481 долар США (медіана — 28 125), а середній дохід на одну сім'ю — 59 668 доларів (медіана — 60 417). За межею бідності перебувало 29,0 % осіб, у тому числі 61,5 % дітей у віці до 18 років та 12,5 % осіб у віці 65 років та старших.
Цивільне працевлаштоване населення становило 47 осіб. Основні галузі зайнятості: виробництво — 34,0 %, освіта, охорона здоров'я та соціальна допомога — 27,7 %, фінанси, страхування та нерухомість — 17,0 %, публічна адміністрація — 10,6 %.
За даними перепису населення 2000 року в Фаунтін-Гіллі проживало 159 осіб, 39 сімей, налічувалося 66 домашніх господарств і 77 житлових будинків. Середня густота населення становила близько 106 осіб на один квадратний кілометр. Расовий склад Фаунтін-Гілла за даними перепису розподілився таким чином: 60,38 % білих, 35,22 % — чорних або афроамериканців, 2,52 % — представників змішаних рас, 1,89 % — інших народів. Іспаномовні склали 2,52 % від усіх жителів містечка.
З 66 домашніх господарств в 19,7 % — виховували дітей віком до 18 років, 47,0 % представляли собою подружні пари, які спільно проживали, в 10,6 % сімей жінки проживали без чоловіків, 40,9 % не мали сімей. 33,3 % від загального числа сімей на момент перепису жили самостійно, при цьому 18,2 % склали самотні літні люди у віці 65 років та старше. Середній розмір домашнього господарства склав 2,41 особи, а середній розмір родини — 3,08 особи.
Населення містечка за віковим діапазоном за даними перепису 2000 року розподілилося таким чином: 24,5 % — жителі молодше 18 років, 10,1 % — між 18 і 24 роками, 22,6 % — від 25 до 44 років, 26,4 % — від 45 до 64 років і 16,4 % — у віці 65 років та старше. Середній вік мешканця склав 39 років. На кожні 100 жінок в Фонтейн-Хіллі припадало 80,7 чоловіків, у віці від 18 років та старше — 84,6 чоловіків також старше 18 років.
Середній дохід на одне домашнє господарство в містечкі склав 25 250 доларів США, а середній дохід на одну сім'ю — 37 750 доларів. При цьому чоловіки мали середній дохід в 22 000 доларів США на рік проти 16 875 доларів середньорічного доходу у жінок. Дохід на душу населення в містечкі склав 12 568 доларів на рік. 2,7 % від усього числа сімей в окрузі і 10,6 % від усієї чисельності населення перебувало на момент перепису населення за межею бідності, при цьому з них були молодші 18 років і 17,2 % — у віці 65 років та старше.

## Відомі уродженці та жителі
- Джо Джексон (1928-2018) — американський музичний менеджер, музикант, патріарх родини Джексонів.